# Puente Alto, Mexiko
Puente Alto är en ort i Mexiko.   Den ligger i kommunen Salvador Escalante och delstaten Michoacán de Ocampo, i den södra delen av landet, 270 km väster om huvudstaden Mexico City. Puente Alto ligger 1 922 meter över havet och antalet invånare är 198.
Terrängen runt Puente Alto är lite bergig. Runt Puente Alto är det ganska glesbefolkat, med 48 invånare per kvadratkilometer. Närmaste större samhälle är Ario de Rosales, 12,5 km söder om Puente Alto. I omgivningarna runt Puente Alto växer huvudsakligen savannskog.